# Vida de Santa Òria
La Vida de Santa Òria és un poema hagiogràfic de la segona meitat del segle xiii. Fou escrit en llengua castellana pel sacerdot Gonzalo de Berceo, membre de l'escola de poetes Mester de Clerecia.

## Estructura
Aquest poema està escrit en quaderna via i versos alexandrins. Narra la vida de la monja benedictina Òria de Villavelayo, qui visqué com a emparedada al Monestir de San Millán de Suso. La font del poema, segons el mateix autor, era la Vita Sanctae Aureae escrita pel confessor de la monja, Muño, i aparentment dictada per la mateixa Òria. L’obra ens ha arribat incompleta i presenta dues-centes cinc estrofes; les vint-i-una últimes de les quals semblen estar afegides amb posterioritat, tal vegada pel mateix Berceo. L’obra consta de tres parts principals, cada una de les quals centrades en una visió sobrenatural de la protagonista:
I - Estrofes 25-109
II - Estrofes 110-136 (que narra la visió central de la Verge)
III - Estrofes 137-179
El text inclou, a més, una introducció (estrofes 1-24) i un epíleg (estrofes 180-184). Es creu que aquesta fou la darrera obra composta per Berceo.

## Argument
L’argument del poema està encaminat a glorificar la mort de la seva protagonista. Es considera que un dels seus propòsits era fomentar la pietat popular, especialment la de les dones. Tant Brian Dutton com John Walsh han considerat que un altre dels objectius d’aquesta obra fou el d’atraure peregrins i almoines per al Monestir de San Millán de Suso on es custodiaven les relíquies de la Santa i que, aleshores, passava per una greu crisi econòmica. Tanmateix, aquesta obra de Berceo destaca per la seva intenció religiosa, ja que insisteix particularment en la mística de la monja, la qual cosa fa pensar que l’autor pretenia incentivar la vida contemplativa de les monges.

## Manuscrits
Aquesta obra ens ha arribat en un únic text, conservat en un còdex del segle xiv custodiat a la Real Acadèmia Española. En consten tres còpies del segle xviii. Un d’aquestes còpies, coneguda com Còpia Ibarreta (MS. 93) es troba a l’Arxiu de Silos. Una altra còpia fou elaborada per Diego de Mecolaeta, abat de San Millán (1737-1742) i serví també al poeta Tomás de Iriarte per elaborar-ne encara una altra. Aquestes dues darreres còpies es troben a la Biblioteca Nacional d’Espanya.